# Верхній Аулакі (султанат)

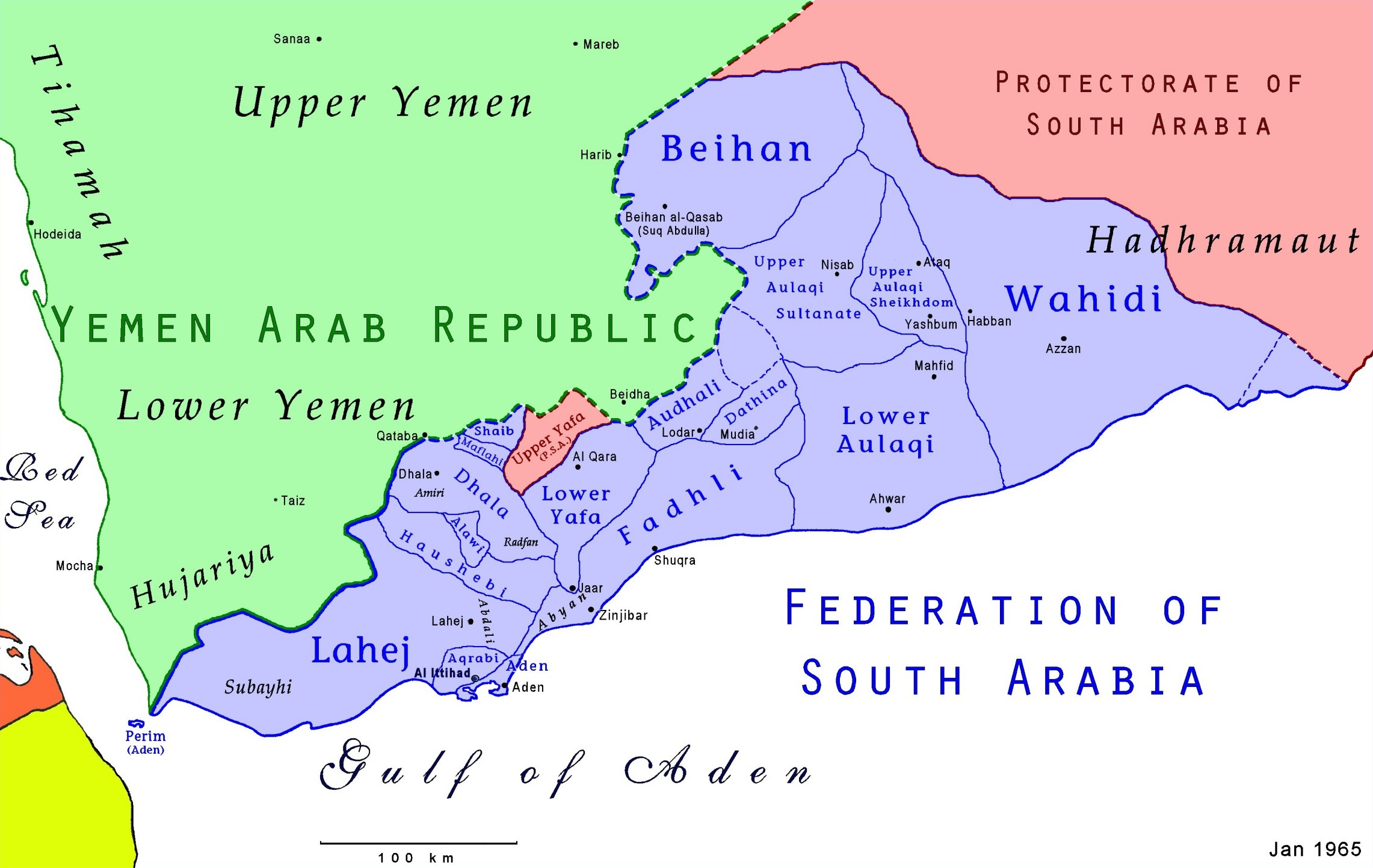

Султанат Верхній Аулакі (араб. سلطنة العوالق العلي Salṭanat al-‘Awālaq al-‘Ulyā) — султанат в Південній Аравії, що існував до середини XX століття. У різні роки входив до складу британського Протекторату Аден, Федерації Арабських Еміратів Півдня та Федерації Південної Аравії. Столиця — Нісаба.

## Історія
Утворився в XVIII столітті внаслідок розпаду султанату Аулакі. Наприкінці XIX століття султанат потрапив під вплив Великої Британії, згодом став частиною Аденського Протекторату.
У 1964 султанат увійшов до складу Федерації Південної Аравії. Останнім султаном був Авад ібн Саліх Аль-Аулакі. Він був повалений в серпні 1967. Держава ліквідована в листопаді 1967 після заснування Народної Республіки Південного Ємену. Останнім часом територія колишнього султанату входить до складу Єменської Республіки.

## Список султанів
- Мунассар — ? — ?
- Фарід ібн Мунассар — ? — ?
- Абдалла ібн Фарід — ? — 1862
- Авад ібн Абдалла — 1862 — вересня 1879
- Абдалла ібн Авад — 1879 — 11 грудня 1887
- Саліх ібн Абдалла — грудня 1887–1935
- Авад ібн Саліх аль-Аулакі — 1935 — 29 листопада 1967